# جيامباولو مينيكلي
جيامباولو مينيكلي (بالإيطالية: Giampaolo Menichelli)‏ (مواليد 29 يونيو 1938) هو لاعب كرة قدم. يلعب مع منتخب إيطاليا لكرة القدم. سبق له أن لعب في كأس العالم لكرة القدم مع منتخب بلاده.

## روابط خارجية
- جيامباولو مينيكلي على موقع الاتحاد الدولي (مؤرشف)  (الإنجليزية)
- جيامباولو مينيكلي على موقع قاعدة بيانات كرة القدم.إي يو (الإنجليزية)
- جيامباولو مينيكلي على موقع ناشيونال فوتبول تيمز (الإنجليزية)
- جيامباولو مينيكلي على موقع عالم كرة القدم.نت (الإنجليزية)